# Srpska Open
El Torneig de Banja Luka, oficialment conegut com a Srpska Open, és una competició tennística professional que es disputa sobre terra batuda exterior dins les sèries 250 del circuit ATP masculí. Es celebrat al Tenis Klub Mladost de Banja Luka, Bòsnia i Hercegovina.

## Palmarès

### Individual masculí
| Any     | Campiona      | Finalista      | Resultat      |
| ------- | ------------- | -------------- | ------------- |
| ATP 250 |               |                |               |
| 2023    | Dušan Lajović | Andrei Rubliov | 6−3, 4−6, 6−4 |

### Dobles masculins
| Any     | Campiones                  | Finalistes                            | Resultat |
| ------- | -------------------------- | ------------------------------------- | -------- |
| ATP 250 |                            |                                       |          |
| 2023    | Jamie Murray Michael Venus | Francisco Cabral Aleksandr Nedovyesov | 7−5, 6−2 |